# GK Astrachanotjka
GK Astrachanotjka (ryska: Гандбольный клуб Астраханочка, Gandbolnyj klub Astrachanotjka) är en rysk handbollsklubb från Astrachan, bildad 1993. 

## Historia
Handbollslaget Astrachanotjka grundades 1993 på initiativ av stadskommittén för fysisk kultur och idrott. Under ledning av Nadezhda Badredinova kunde laget gå från sitt första mästerskap till Super League på bara 4 år. Under säsongen 2003/04 deltog Astrachan i Europacupen för första gången och nådde 1/8-finalen i EHF-cupen. Säsongen 2004/05 tog Astrachan fjärdeplatsen men förlorade bronset. Vyacheslav Kirilenko blev sedan huvudtränare. Säsongen 2010/11 tog laget femteplatsen och fick återigen spela på den europeiska scenen.2013-2014  nådde Astrachan semifinal i EHF-cupen.
Inför säsongen 2015-2016 lyckades  behålla lagets stomme. Ljudmila Postnova tog upp sin karriär igen i Astrachan. I slutspelet vann klubben ryska mästerskapet, Några dagar senare vann Astrachanotjka sina första medaljer i ryska cupen  och blev turneringens silvermedaljör. I augusti 2016 blev fyra spelare i laget, Anna Vjachireva, Polina Kuznetsova, Victorija Kalinina och Viktorija Zjilinskajte, vinnare av OS 2016 i Rio de Janeiro.
Klubben har spelat i ryska superligan sedan denna grundades 1999, och 2004 gjorde klubben sin debut i EHF:s cuper. Klubben nådde EHF-cupens semifinaler 2014 och Cupvinnarcupens kvartsfinaler 2007. Klubben blev ryska mästare 2016 vilket är dess främsta nationella merit.

## Meriter
- Rysk mästare (2016)
- Semifinal i EHF-cupen (2014)